# リュドミラ・チェリーナ
リュドミラ・チェリーナ（Ludmilla Tchérina、1924年10月10日 - 2004年3月21日）は、フランスのバレエダンサー、女優である。　

## プロフィール
本名をMonique Tchemerzineといい、サンクトペテルブルクから亡命してきたチェルケス人の父Avenir Tchemerzineとフランス人の母ステファニー・フィネット（Stéphane Finette）の間に生まれた。父はロシアの貴族で、かつては将軍の位にあった人物だった。
チェリーナは著名なバレエダンサーのオリガ・プレオブラジェンスカヤ（en:Olga Preobrajenska）などにバレエを学んだ。彼女は16歳の時に舞台デビューを飾り、やがてセルジュ・リファールに見い出されて、バレエ・リュス・ド・モンテカルロに入団した。チェリーナはリファール振付の『ロメオとジュリエット』（1942年）で、ジュリエット役の初演者としてパリの舞台に立ち、プリマバレリーナの地位を得た。1945年にはバレエ・ド・シャンゼリゼ（Ballet des Champs-Élysées）でプリンシパルダンサーの地位につき、後に夫となったエドモン・オードラン（Edmond Audran）と組んで踊った。彼女はリファールの振付作品でさまざまな役柄を踊り、パリ・オペラ座バレエ団やキーロフ・バレエ団、ボリショイ・バレエ団などの公演にも客演した。

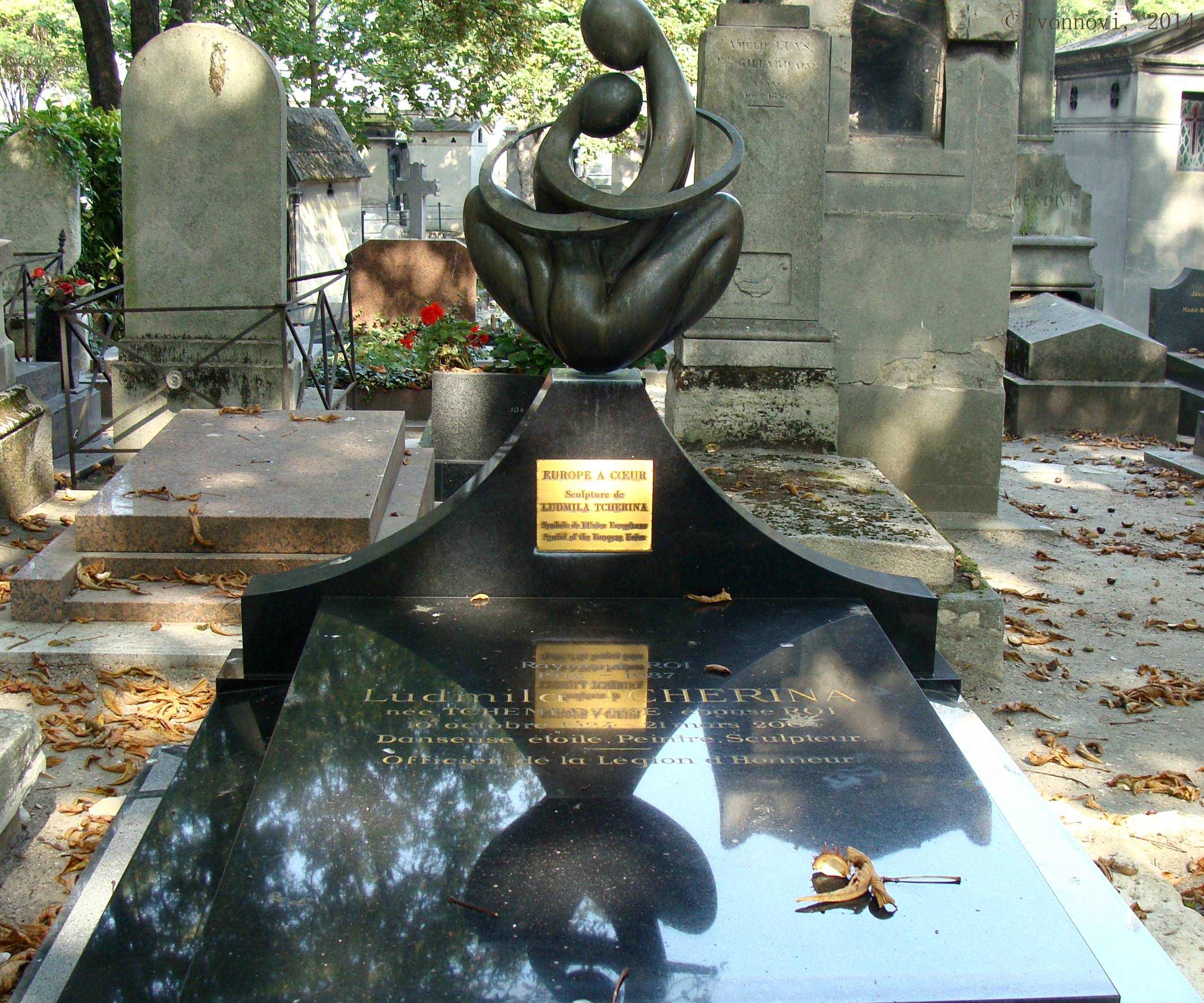
モンマルトル墓地にあるチェリーナの墓。

チェリーナは映画女優として、『赤い靴』『ホフマン物語』などに出演している。1980年代には、本名で2冊の小説を出版した。また、画家や彫刻家としても活動し、1994年に作成した彫刻『Europa Operanda』は、ユーロトンネルのフランス側出口に飾られている。
1946年に結婚した最初の夫であるエドモン・オードランは、1951年に交通事故で死去した。その後1953年に再婚した再婚相手のフランスの実業家レイモン・ロワ（Raymond Roi）とは、彼女の死まで添い遂げることになった。

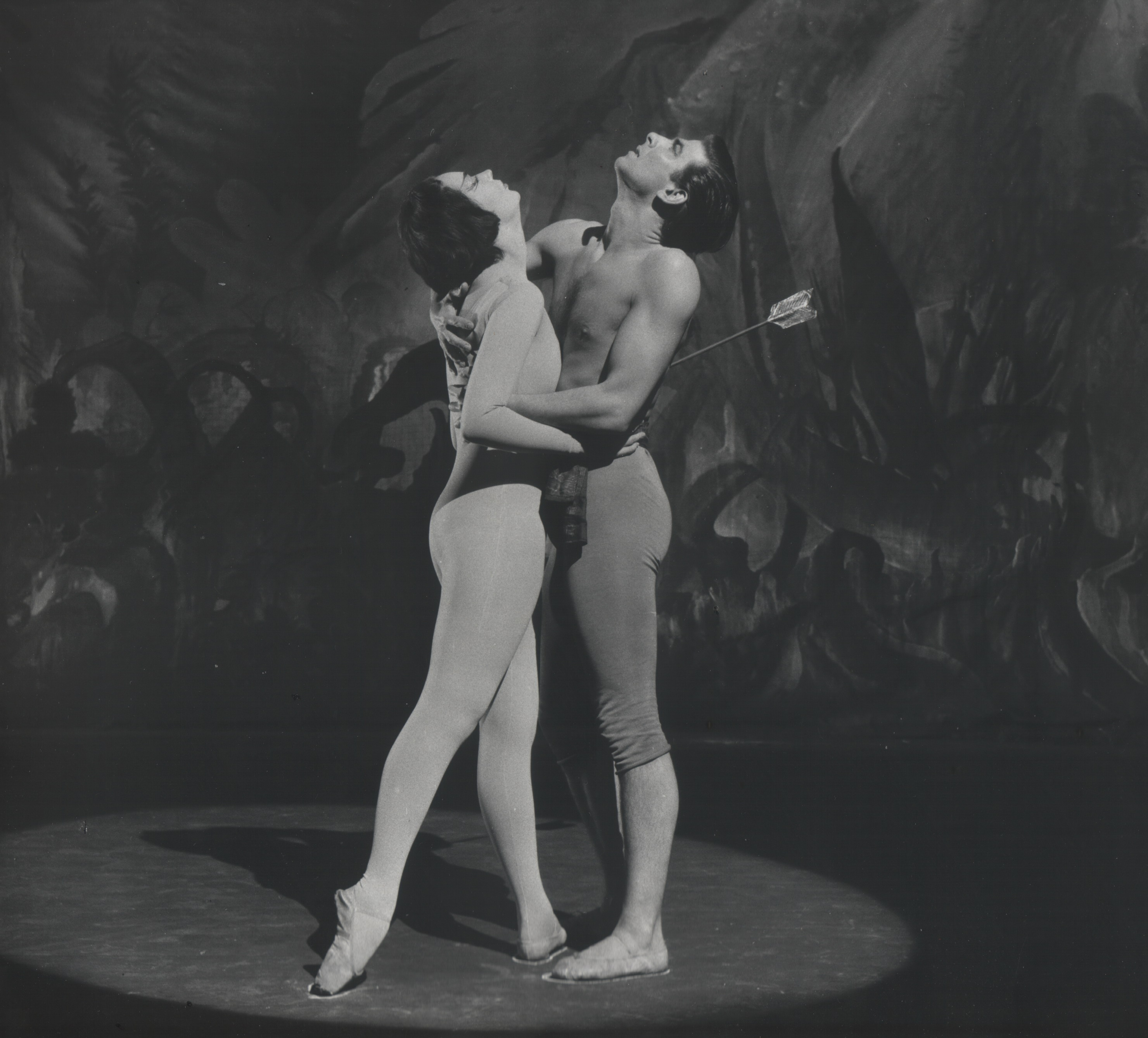
『マタハリの娘（イタリア語版）』（1954年）でのチェリーナとグイド・ラウリ（英語版）。
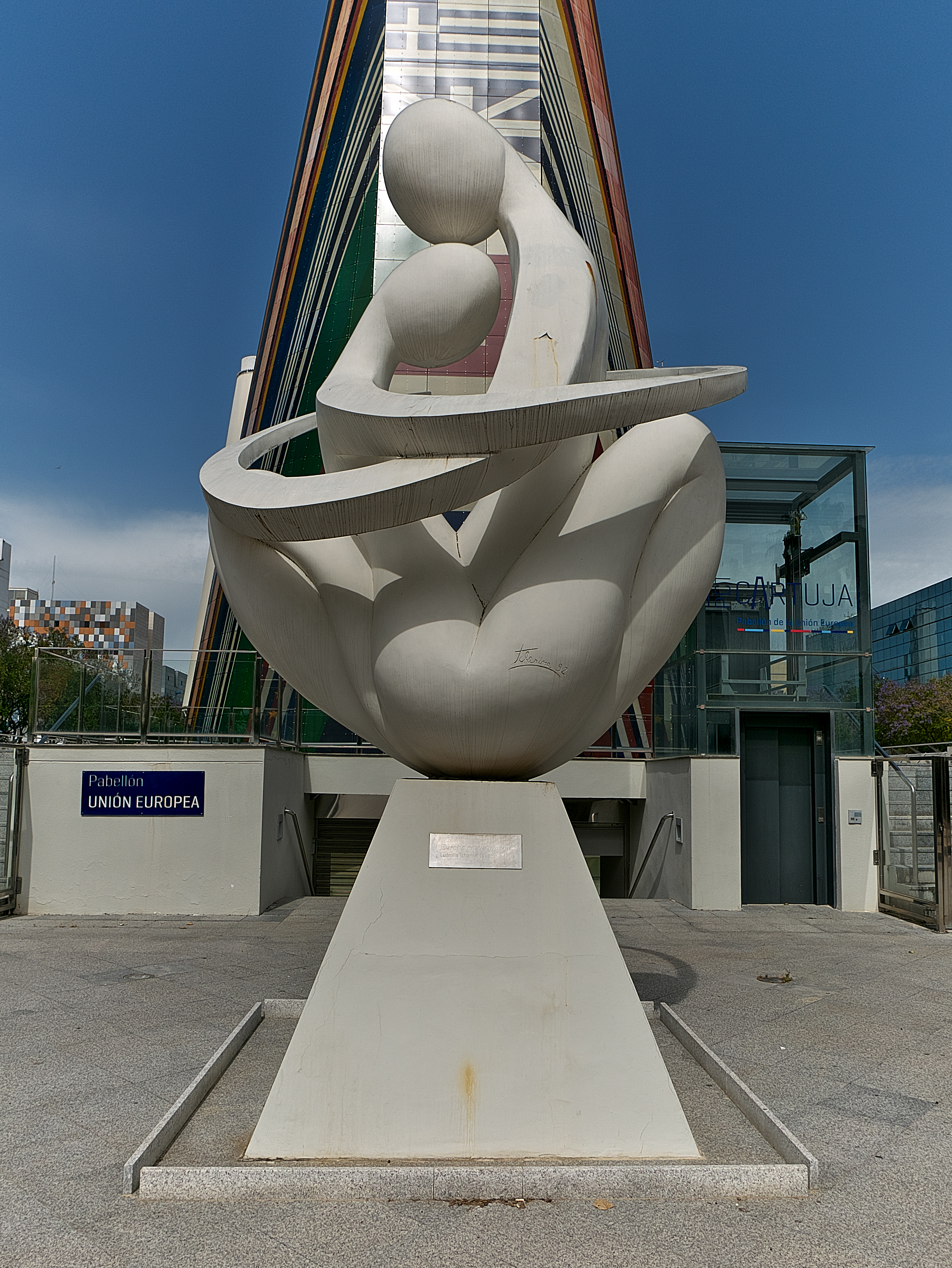
セビリア万国博覧会（1992年）の際に欧州連合パビリオンの前に置かれたチェリーナの彫刻作品『Europa en el corazón』。

## 出演

### 映画
- 赤い靴 The Red Shoes（1948年）
- ホフマン物語 The Tales of Hoffman（1952年）
- 異教徒の旗印 Sign of the Pagan（1954年）
- 美わしのロザリンダ Oh Rosalinda!!（1956年）
- グレヴァン蝋美術館 Musée Grévin（1958年）
- ハネムーン Honeymoon（1960年）

## 著書
- L'Amour au miroir（1983年）
- La Femme a l'envers（1986年）